# Edoardo D'Onofrio
Edoardo D'Onofrio (Roma, 10 febbraio 1901 – Roma, 15 agosto 1973) è stato un politico italiano.
È stato deputato all'Assemblea Costituente, senatore nella I legislatura e deputato alla Camera nella II legislatura, III e IV legislatura e causò l'epurazione del generale Luigi Reverberi, eroe della battaglia di Nikolaevka.

## Biografia
Figlio di un maniscalco romano, a soli 7 anni già lavorava come ragazzo di bottega, prima in un laboratorio di scultura e poi presso un fabbro.  Scolaro di un vecchio socialista, si iscrisse tra i giovani del PSI e nel 1918, dopo aver amministrato il settimanale Avanguardia, divenendo segretario dei giovani socialisti del Lazio. Aderisce al PCd'I nel 1922, diventando delegato al IV Congresso dell'Internazionale Comunista. Con l'ascesa del fascismo,  viene arrestato e imputato nel cosiddetto “Processone”, che vede imputati i maggiori esponenti comunisti.
Assolto, si trasferisce per qualche tempo a Mosca. Nel 1925, tornato in Italia, entra a far parte della segreteria della Federazione giovanile, dirige Avanguardia e diventa redattore de l'Unità clandestina. Arrestato nel 1926 e condannato a 12 anni e sei mesi di reclusione, passa dal carcere di Fossombrone a quelli di Parma e di Civitavecchia. Rilasciato verso la fine del 1934, riesce poi ad espatriare di nuovo clandestinamente. Allo scoppio della guerra di Spagna aderisce alle Brigate internazionali. Vi rimane fino al 1939, per poi spostarsi in Francia e a Mosca. È qui che organizza le trasmissioni radiofoniche di Italia libera una volta scoppiata la seconda guerra mondiale.
Dirige poi il settimanale l'Alba, redatto per i prigionieri italiani in Russia, dopo la disastrosa ritirata delle truppe dell'ARMIR . Frequenta i nostri prigionieri e insieme a un maggiore dell'esercito sovietico cerca di convincerli ad aderire all'idea comunista. La maggior parte degli ufficiali prigionieri rifiuta, e alcuni di essi vengono deportati nel campo di punizione di Elabuga (da Guido Maurilio Turla, Sette rubli per il cappellano, Milano, Longanesi 1974). Al suo ritorno in Italia nel 1945, D'Onofrio viene incaricato di organizzare il PCI in Sicilia e alla liberazione di Roma diventa segretario regionale del suo partito per il Lazio. Già dal 1945 diventa membro del Comitato Centrale del PCI e nel 1947 entra a far parte della segreteria, col compito di dirigere l'Ufficio quadri. Il suo interesse principale, nella vita di partito, sarà infatti quello della direzione e dell'organizzazione interna, tanto da aprire un vero e proprio dibattito nel 1953 su Rinascita.
Nel 1948 querelò per diffamazione alcuni ex militari italiani reduci dai campi di concentramento in Russia i quali lo avevano accusato in questo modo:
D'Onofrio durante la sua permanenza nei campi di concentramento di Oranki e di Skit:
1) assistito dal Fiammenghi e alla presenza di un ufficiale della N.K.V.D. ha sottoposto ad estenuanti interrogatori dei prigionieri italiani detenuti in quei campi;
2) non si trattava di semplici conversazioni politiche come ipocritamente il D'Onofrio vorrebbe far credere, ma di veri e propri interrogatori di carattere politico che spesso duravano delle ore e durante i quali veniva messo a verbale quanto il prigioniero rispondeva;
3) immediatamente dopo la visita di D'Onofrio in quei campi alcuni dei prigionieri italiani che in quei giorni erano sottoposti ad interrogatorio furono allontanati e rinchiusi in campi di punizione e ancor oggi alcuni sono trattenuti nei campi di concentramento di Kiev;
4) simili procedimenti avevano il duplice scopo di far crollare prima con lusinghe e poi con esplicite minacce (non ritornerete a casa; lei non conosce la Siberia? allusioni alla famiglia, carcere e simili) la resistenza fisica e morale di questi uomini ridotti dalla fame, dalle malattie, dai maltrattamenti a cadaveri viventi e guadagnare l’adesione degli altri prigionieri intimoriti dall’esempio della sorte toccata a questi.
D'Onofrio perse la causa.
Nel 1949 a carico di D'Onofrio fu presentata una denuncia alla Procura della Repubblica da parte della Autorità di P. S. per associazione a delinquere al fine di favorire l'espatrio clandestino di delinquenti comuni ricercati dalla giustizia.
Esponente della "destra" del partito in epoca post-zdanoviana, venne tolto dalla direzione dell'Ufficio quadri su volere di Togliatti dopo il 1956. Da quell'anno il PCI cercò infatti di rinnovare i propri quadri dirigenti per far fronte alla crisi scatenata dal XX Congresso del Partito Comunista dell'Unione Sovietica e dall'invasione dell'Ungheria a seguito della rivoluzione. Sono uscite postume due raccolte di scritti, in parte autobiografiche: Per Roma, a cura di Giovanni Gozzini (1983) e Una vita per il partito (1975). Dopo la sua scomparsa gli è stata intitolata una via a Roma.